# We Apologise for Nothing
"We Apologise for Nothing" és el segon senzill extret del segon àlbum de Fightstar, One Day Son, This Will All Be Yours. Va ser lliurat el 17 de setembre del 2007 i va ser acompanyat amb un vídeo musical i un lliurament de CD, juntament amb dos vinils.

## Llista de pistes
CD Single:
1. "We Apologise for Nothing"
2. "Gracious"
3. "99" (Vídeo)
4. "We Apologise for Nothing" (Vídeo)

Edició limitada de 7-polzades Gatefold:
1. "We Apologise for Nothing"
2. "Hold Out Your Arms (Acústica)"

Edició limitada de vinils de 7-polzades colorejats:
1. "We Apologise for Nothing"
2. "In Between Days" (Cover de The Cure)

Exclusiva d'iTunes:
1. "Abuse Me" (Cover de Silverchair)
2. "Breaking the Law" (Cover de Judas Priest)

## Vídeo
El vídeo mostra a la banda tocant en el conegut "vestit negre" (elecció de vestits i camises negres amb llaços vermells). Es mostren en la realització d'un teatre buit, encara que hi ha diversos trets (escenes que de sobte apareixen) d'un públic aplaudint a Technicolor. Més d'una vegada, podem veure fotos de persones que mostren signes d'estar treballant en el teatre (per exemple, una actriu es prepara a si mateixa a la seva sala de maquillatge), a mesura que avança el vídeo, a aquestes persones se'ls hi apropa la càmera i els seus ulls es tornen completament negres. A mesura que el vídeo va arribant a la seva fi, aquestes persones comencen a desaparèixer, igual que els segments de l'audiència. El vídeo finalitza amb el tancament de les cortines, i una vella imatge apareix, en ella hi ha la banda de peu al voltant d'un certificat de reconeixent que han exercit en el teatre. Aquesta és una possible referència a la finalització de The Shining, on acaba la pel·lícula i el personatge principal es mostra en una imatge que va ser presa dècades abans que ell va suposadament néixer.

## Posició a les llistes
| Llista           | Posició |
| ---------------- | ------- |
| UK Singles Chart | 63      |
| UK Indie Chart   | 1       |

## Personal
- Charlie Simpson — Veu, Guitarra, Teclat
- Alex Westaway — Veu, Guitarra
- Dan Haigh — Baix
- Omar Abidi — Bateria, Percussió